# Cairo (tipografia)
Cairo  é uma família de fontes ornamental / símbolos, desenhada por Susan Kare para a Apple Computer aquando do lançamento do Mac OS 1.0 em 1984. É uma fonte bitmap, desenhada originalmente pixel a pixel numa matriz de 32x32, e disponível nos tamanhos 18 e 24.

## Presença
- Mac OS 1.0 a 7.0 - utilizada nos menus do sistema operativo, e também na configuração de impressão da Apple LaserWriter.
- Kid Pix - antigo programa de pintura, similar ao MacPaint e SuperPaint (Aldus), mas dirigido a crianças em Mac OS. Os grafemas da fonte Cairo foram usados neste programa como "carimbos", assim como em botões do próprio programa.
- Escultura com um dos grafemas da fonte Cairo, o "cão-vaca", no exterior da sede do edifício da Apple Computer, exposta entre 1993 e 1988 (entre outras com ícones também de Susan Kare).

## Curiosidades
O grafema mais conhecido desta fonte, é o da letra "z", que representa para muitas pessoas, um "cão-vaca" (dogcow), no entanto, para a autora, Susan Kare, é apenas um determinado cão rafeiro.

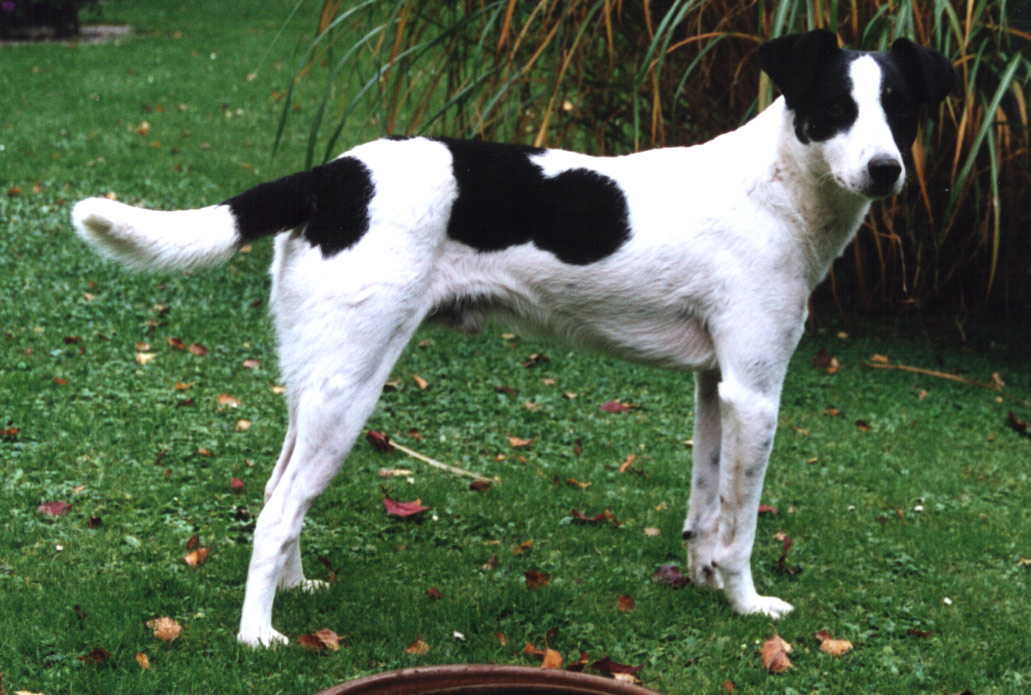
Fotografia de um cão semelhante ao grafema da letra "z" da fonte Cairo, note-se que é diferente de um dálmata.